# Casa Mediterráneo

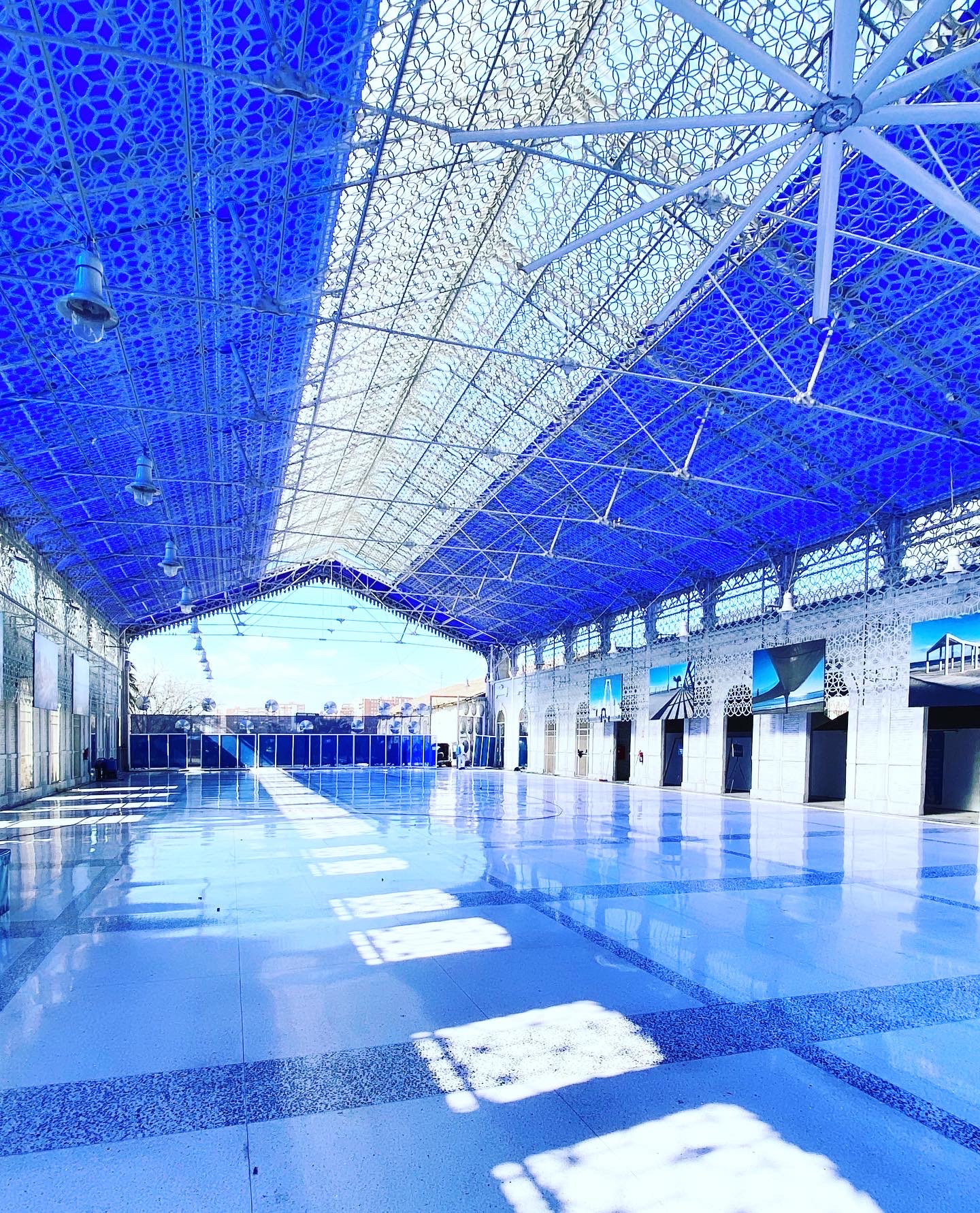
Nave Central de la sede de Casa Mediterráneo

Casa Mediterráneo es un consorcio público español promovido por el Ministerio de Asuntos Exteriores, Unión Europea y Cooperación (MAEUEC) y la Agencia Española de Cooperación Internacional para el Desarrollo (AECID), con la colaboración de la Generalidad Valenciana, los ayuntamientos de Alicante y Benidorm y la Diputación de Alicante.

## Antecedentes
Este consorcio público se creó en el año 2009. Casa Mediterráneo forma parte de la Red de Casas de diplomacia pública de España, junto a Casa de América, Casa Asia, Casa Árabe, Casa África y el Centro Sefarad-Israel.

## Organigrama
El órgano superior de gobierno de Casa Mediterráneo es el Consejo Rector. En su seno están representadas todas las instituciones consorciadas. Este órgano es el que nombra al director general, encargado de dirigir y supervisar todas las actividades. Desde noviembre del año 2021, ocupa este puesto Andrés Perelló Rodríguez, antiguo embajador de España en la Unesco.

## Objetivos
Dentro de los objetivos del consorcio Casa Mediterráneo, se pueden destacar los siguientes:
- Aproximar a las sociedades de la cuenca mediterránea
- Estrechar los vínculos de amistad, solidaridad y colaboración
- Fomentar y promover la generación de sus relaciones mutuas
- Impulsar la realización de actuaciones y proyectos comunes
- Contribuir a mejorar la imagen de España en la región

## Edificio de la sede
La sede oficial está situada en Alicante, en la antigua estación de Alicante-Benalúa, frente a la Plaza Arquitecto Miguel López. Este edificio se reformó entre 2010 y 2013 para albergar la sede de Casa Mediterráneo, mediante un proyecto del arquitecto madrileño Manuel Ocaña.